# Vetenskapsåret 1739

## Händelser
- 2 juni - Den svenska Kungliga Vetenskapsakademin instiftas. Akademin skall stödja vetenskaper som är praktiskt tillämpbara och sprida kunskapen till allmänheten.
- Leonhard Euler löser den allmänna homogena linjära ordinära differentialekvationen med konstanta koefficienter.

## Pristagare
- Copleymedaljen: Stephen Hales, brittisk fysiolog, kemist och uppfinnare.

## Födda
- 18 januari - Johann Christian Daniel von Schreber (död 1810), tysk naturforskare.
- 20 april - William Bartram (död 1823), amerikansk botanist.
- 30 november - Göran Rothman (död 1778), svensk botaniker, en av Linnés lärjungar.
- 14 december - Pierre Samuel du Pont (död 1817), fransk ekonom och industrialist.
- datum okänt - Marianna Spallanzani (död 1802), italiensk konservator.

## Avlidna
- 19 april - Nicholas Saunderson (född 1682), brittisk matematiker.
- 27 april - Nicolas Sarrabat (född 1698), fransk fysiker och matematiker.